# تپه کندکلی
تپه کندکلی مربوط به صدر اسلام تا دوره افشار است و در شهرستان سرخس، دهستان سرخس، روستای کندکلی واقع شده و این اثر در تاریخ ۲۳ فروردین ۱۳۴۶ با شمارهٔ ثبت ۶۵۷ به‌عنوان یکی از آثار ملی ایران به ثبت رسیده است.